# Armoriale dei comuni della provincia di Oristano
Questa pagina contiene le armi (stemmi e blasonature) dei comuni della provincia di Oristano.
| Stemma                         | Comune e blasonatura | Gonfalone e bandiera |
| ------------------------------ | --- | -------------------- |
| Stemma in uso dal 1993 al 2020 | Abbasanta D'azzurro, a due colline d’oro, affiancate, con la sinistra attraversante in parte sulla destra, questa sostenente una quercia da sughero di verde, fustata di rosso, dette colline attraversate alla base dal nuraghe Losa fondato sulla pianura troncata di verde e di rosso. Ornamenti esteriori da Comune. Gonfalone: Drappo partito di rosso e di verde. DPR 13 febbraio 2020 Il comune utilizzava precedentemente uno stemma concesso con DPR del 29 luglio 1993 dov'era raffigurato un albero di sughero tra due torri. |                      |
|                                | Aidomaggiore Semipartito troncato: il PRIMO, di rosso, alle sette spighe di grano, impugnate, d'oro, legate di azzurro; il SECONDO, di azzurro, alla pecora di argento, con la testa rivolta, riposante sulla campagna di verde; il TERZO, di azzurro, al nuraghe SA JUA, d'oro, cimato dalla piccola croce di nero, fondato sulla campagna di verde. Ornamenti esteriori da Comune. Gonfalone: Drappo di bianco… |                      |
|                                | Albagiara Partito: il primo, di azzurro, all'albero di ulivo, di verde, fruttato di dodici di nero, fondato sulla pianura di verde e sormontato da un sole d'oro; il secondo, d'oro, a otto tortelli di rosso, 1, 2, 2, 2, 1. Ornamenti esteriori da Comune. D.P.R. del 17 ottobre 1992 |                      |
|                                | Ales D'argento, al castello di rosso, torricellato di uno, merlato alla guelfa, aperto e finestrato del campo, fondato sulla terrazza di verde ed accompagnato in capo da una fascia d'azzurro, caricata dell'iscrizione PLANU ESPIS di nero. Ornamenti esteriori da Comune. Gonfalone: drappo partito di bianco e di rosso… D.P.R. del 25 ottobre 1950, registrato alla Corte dei Conti il 16 febbraio 1951 al Reg. N° 45 — Presidenza — Fg. 217 |                      |
|                                | Allai Semipartito troncato, con la fascia in filetto di rosso sulla troncatura: il PRIMO, di verde, alle cinque spighe di grano, impugnate, d'oro, legate di argento; il SECONDO, d'oro, al grappolo, di porpora, unito al tralcio di verde, in fascia, pampinoso di due, dello stesso; il TERZO, di azzurro, al ponte di tre archi, d'oro, murato di nero, uscente dai fianchi, con l'impalcato convesso, l'arco centrale maggiore. Ornamenti esteriori da Comune. Gonfalone: Drappo di bianco fiancheggiato a destra e a sinistra di rosso… Concessione di stemma e gonfalone DPR del 15 novembre 2006 |                      |
|                                | Arborea D'azzurro al filetto d'oro in fascia, abbassato, sostenente un campanile d'argento, caricato di una targa di rosso con epigrafe "Resurgo" in caratteri lapidari di nero, accostato in capo da due spighe di grano d'oro. Sotto il filetto, una palude d'argento e di nero. Lo scudo bordato d'oro. Ornamenti esteriori da Comune. Gonfalone: drappo interzato in palo d'azzurro, di bianco e di giallo… DPR del 19 giugno 1958 |                      |
|                                | Ardauli Semipartito troncato: il PRIMO, di azzurro, alla lettera maiuscola A, d'oro; il SECONDO, d'argento, alla testa di moro, di nero, attortigliata di argento; il TERZO, di rosso, alle undici spighe di grano, d'oro, impugnate, legate di azzurro. Ornamenti esteriori da Comune. Gonfalone: Drappo di bianco con la bordatura di rosso… Concessione di stemma e gonfalone D.P.R. del 9 gennaio 2004 |                      |
|                                | Assolo Semipartito troncato: nel primo di rosso, alle due palme decussate in punta, di verde, infilate nella corona all’antica di cinque punte visibili, d’oro; nel secondo di azzurro, alle due ghiande, ordinate in palo, d'oro, fogliate ognuna di due, una foglia a destra una a sinistra, dello stesso; nel terzo d’oro, al cavallo allegro, di nero, allumato di rosso, passante sulla pianura di verde con gli arti attraversanti. Ornamenti esteriori da Comune. Gonfalone: drappo di giallo con la bordatura di azzurro… Concessione di stemma e gonfalone D.P.R. del 27 ottobre 2015 |                      |
|                                | Asuni Partito: nel primo di azzurro, alla gemella ondata, posta in fascia, d'argento, accompagnata in capo da due picconi d'oro, decussati, con i ferri all'insù, il piccone in sbarra attraversante, in punta dal monte all'italiana di tre colli, fondato in punta, di verde; nel secondo di rosso, a tre crocette, ordinate in palo, d'oro. Ornamenti esteriori da Comune. Gonfalone: Drappo di bianco… Concessione di stemma e gonfalone D.P.R. del 20 ottobre 2014 |                      |
|                                | Baradili Inquartato: nel primo di azzurro alla lettera B maiuscola d'oro; nel secondo di verde a sette spighe di grano impugnate, d'oro, legate di rosso; nel terzo di verde al cantaro d'oro; nel quarto di azzurro alla campana d'argento, legata di rosso. Gonfalone: drappo di giallo… |                      |
|                                | Baratili San Pietro Interzato in fascia: il PRIMO, di verde, alle lettere maiuscole B S P, ordinate in fascia, d'oro; il SECONDO, di rosso, ai due grappoli d'uva d'oro, muniti di tralcio, al naturale, pampinosi di due, di verde; il TERZO, di azzurro, all'imbarcazione di canne palustri (fassoi), d'oro, la prua a destra. Ornamenti esteriori da Comune Gonfalone: Drappo di giallo con la bordatura di verde… D.P.R. del 2 ottobre 2006 |                      |
|                                | Baressa Di rosso, alla porta di due imposte chiuse, di legno al naturale, con i pilastri d'oro, con arco a tutto sesto, formato da sedici conci e dalla chiave di volta centrale, dello stesso, essa porta fondata in punta e sormontata in capo da due ramoscelli di olivo e di mandorlo, passati in croce di Sant'Andrea, il ramoscello di olivo, attraversante, fogliato di diciotto di verde e fruttato di dodici di nero, il ramoscello di mandorlo fogliato di venticinque di verde e fiorito di sei di argento, le parti legnose dei ramoscelli al naturale. Ornamenti esteriori da Comune. Gonfalone: Drappo di giallo… Concessione di stemma e gonfalone D.P.R. del 7 aprile 2003 |                      |
|                                | Bauladu Partito: il PRIMO, di azzurro, alla torre di argento, murata e chiusa di nero, merlata alla guelfa di cinque, fondata sulla campagna diminuita di verde; il SECONDO di rosso, alle cinque spighe di grano impugnate, d'oro, legate di verde, accompagnate da due fasce ondate, diminuite, di azzurro, fluttuose di argento, una in capo, una in punta; il tutto sotto il capo di argento, caricato dalla croce diminuita di rosso. Ornamenti esteriori da Comune D.P.R. del 24 luglio 2007 Gonfalone: Drappo di giallo… |                      |
|                                | Bidonì Gonfalone: Drappo di giallo… DPR del 16 aprile 2002 |                      |
|                                | Bonarcado Di azzurro all'albero stilizzato d'Arborea sradicato, con la parte legnosa al naturale, munito di sette ramoscelli, tre per parte in banda e in sbarra, uno in palo sulla sommità, fogliato di cinquantanove, di verde, nove foglie in ciascuno dei ramoscelli laterali, cinque foglie nel ramoscello in palo, esso albero accompagnato da quattro corone all'antica di cinque punte visibili, d'oro, poste nei cantoni dello scudo. Sotto lo scudo, su lista bifida svolazzante, di azzurro, il motto, in lettere maiuscole di nero: UT LABORENT PLANTENT EDIFICENT. Ornamenti esteriori da Comune. D.P.R. del 29 luglio 2010 Gonfalone: Drappo di giallo, riccamente ornato di ricami d'argento e caricato dello stemma sopra descritto con l'iscrizione centrata in argento, recante la denominazione del Comune. Le parti di metallo ed i cordoni saranno argentati. L'asta verticale sarà ricoperta di velluto giallo, con bullette argentate poste a spirale. Nella freccia sarà rappresentato lo stemma del Comune e sul gambo inciso il nome. Cravatta con nastri tricolorati, dai colori nazionali, frangiati d'argento. |                      |
|                                | Boroneddu Di azzurro, al nuraghe di argento, la sommità rovinata in banda, chiuso di nero, fondato sulla campagna diminuita di verde, sormontato da cinque stelle di otto raggi, d'oro, poste tre, due. Sotto lo scudo, su lista bifida e svolazzante di azzurro, la scritta, in lettere maiuscole di nero, FELIX TERRA BORONEDDU. Ornamenti esteriori da Comune. D.P.R. del 17 giugno 2009 Gonfalone: Drappo di giallo con la bordatura di verde… |                      |
|                                | Bosa D.C.G. del 29 settembre 1931 |                      |
|                                | Busachi D'azzurro, alla torre d'oro, murata di nero, merlata alla guelfa di tre, finestrata con due finestre di nero ordinate in fascia, chiusa dello stesso, la porta ornata dalla cornice di rosso, essa torre fondata sulla rupe di argento, questa fondata sulla campagna diminuita ed erbosa di verde, essa rupe accompagnata da due pianticelle di lino, fiorite ognuna di cinque, al naturale, una e una, nodrite nella campagna diminuita. Ornamenti esteriori da Comune. Gonfalone: Drappo partito di rosso e di bianco… Concessione di stemma e gonfalone D.P.R. del 6 ottobre 2003 |                      |
|                                | Cabras Troncato semipartito: nel primo, di rosso al castello d'oro, murato di nero, merlato alla guelfa, formato da tre torri riunite da cortine di muro, la torre centrale più alta e più larga, chiusa e finestrata di nero, merlata di tre, le torri laterali chiuse e finestrate di nero, merlate di tre, le cortine merlate ciascuna di due; nel secondo, d'azzurro, alla capra d'argento, ferma sulla pianura di verde; nel terzo, d'argento al cefalo posto in banda di azzurro. Gonfalone: Drappo partito di bianco e di azzurro… Concessione di stemma e gonfalone D.P.R. del 31 gennaio 1992 |                      |
|                                | Cuglieri Di azzurro, alla torre di rosso, mattonata di nero, merlata alla ghibellina di tre, finestrata di nero, chiusa dello stesso, fondata sul trapezio d'oro, fondato in punta, il trapezio caricante la campagna di verde, la torre accompagnata a destra dall'olivo di verde, fustato al naturale, fruttato di cinque di nero, a sinistra dalla quercia di verde, fustata al naturale, ghiandifera di quattro d'oro, quercia e olivo nodriti nella campagna. Ornamenti esteriori da Comune. Gonfalone: Drappo di giallo… Concessione di stemma e gonfalone D.P.R. del 6 ottobre 2003 |                      |
|                                | Curcuris Semipartito troncato: il PRIMO, di rosso, alla lettera maiuscola C, d'oro; il SECONDO, di verde, alle sette spighe di grano, impugnate, d'oro, legate di rosso; il TERZO, di azzurro, alla chiesa della Beata Vergine Assunta, vista in prospettiva, di argento, la facciata volta a destra e chiusa di nero, la chiesa ugualmente chiusa sul fianco destro, la porta in facciata sormontata dalla finestrella tonda, dello stesso; la chiesa munita di campaniletto a vela di due luci, con due campane d'oro, cimato dalla crocetta di nero; la chiesa fondata e attraversante sulla campagna di verde. Ornamenti esteriori da Comune. Gonfalone: Drappo di bianco con la bordatura di verde… D.P.R. del 15 luglio 2004 |                      |
|                                | Flussio Partito: nel 1º di rosso, al grappolo d'uva d'oro, unito al tralcio posto in fascia, al naturale, pampinoso di uno a destra, di verde; nel 2º d'oro, al grappolo d'uva di rosso, unito al tralcio posto in fascia, al naturale, pampinoso di uno a sinistra, di verde; sul tutto la punta alzata, con il vertice all'altezza del punto d'onore, di azzurro, caricata dalla pianta di asfodelo, nodrita in punta, di verde, fiorita di uno, d'argento. Ornamenti esteriori da Comune. D.P.R. 22 settembre 2014, registrato nei registri del Servizio onorificenze e araldica il 20 ottobre 2014, trascritto nel Registro Araldico dell'Archivio Centrale dello Stato il 13 ottobre 2014 Gonfalone: drappo partito di giallo e di rosso, riccamente ornato di ricami d'argento e caricato dallo stemma sopra descritto con l'iscrizione centrata in argento recante la denominazione del Comune. Le parti di metallo e i cordoni sono argentati. L'asta verticale sarà ricoperta di velluto dei colori del drappo, alternati, con bullette argentate poste a spirale. Nella freccia sarà rappresentato lo stemma del Comune e sul gambo inciso il nome. Cravatta con nastri tricolorati dai colori nazionali frangiati d'argento. |                      |
|                                | Fordongianus |                      |
|                                | Genoni Di azzurro, alla facciata del tempio di architettura greca, di sei colonne doriche, fondate sul crepidoma di tre scalini, con forte architrave sostenente il fregio con undici triglifi alternati da dieci metope, il fregio sostenente il timpano ornato da due acroteri laterali, la cella del tempio retrostante le colonne seconda, terza, quarta, quinta, la porta della cella posta fra le colonne terza e quarta, il tutto d'argento. Ornamenti esteriori da Comune. Gonfalone: Drappo di bianco. D.P.R. 11 giugno 1997 - Trascritto nel registro Araldico Centrale dello stato in data 27 agosto 1997 e registrato nei registri dell'ufficio Araldico in data 11 settembre 1997 |                      |
|                                | Ghilarza Stemma partito: nel primo d'argento, all'albero stilizzato d'Arborea, sradicato, con la parte legnosa al naturale, munito di sette ramoscelli, tre per parte in banda e in sbarra, uno in palo sulla sommità, fogliato di cinquantanove, di verde, nove foglie in ciascuno dei ramoscelli laterali, cinque foglie nel ramoscello in palo, esso albero, accostato da due tortelli di rosso; nel secondo di azzurro, al compasso e al mazzuolo d’argento, passati in decusse e accompagnati, in punta, da uno scalpello, anch'esso d'argento, posto in fascia. Ornamenti esteriori da Comune. D.P.R. del 24 febbraio 1995, trascritto nei registri dell'ufficio araldico il giorno 22 marzo 1995 drappo partito di azzurro e di rosso… |                      |
|                                | Gonnoscodina Troncato, semipartito: nel PRIMO, di cielo, alla Chiesa di San Daniele al naturale, terrazzata di verde; nel SECONDO, di rosso, alle cinque spighe di grano d'oro poste a ventaglio e legate dello stesso; nel TERZO, di cielo alle due colline di verde erboso, moventi dai fianchi e dalla punta, quella di sinistra con il declivio in sbarra abbassata attraversante. Ornamenti esteriori da Comune. Gonfalone: Drappo di giallo… |                      |
|                                | Gonnosnò Semipartito troncato: il PRIMO, di rosso, al basso nuraghe al naturale, sormontato dal ramo di ulivo d'oro, posto in sbarra, fruttato di quattro, di nero; il SECONDO, di argento, ai sei scettri, doppiamente gigliati, di azzurro, posti a raggiera, due in palo, due in banda, due in sbarra; il TERZO, di azzurro, alla campagna diminuita erbosa di verde, sostenente tre pecore pascolanti, attraversanti, d'argento, la pecora centrale in primo piano e più grande, la pecora a destra rivoltata. Ornamenti esteriori da Comune. Gonfalone: Drappo troncato di azzurro e di rosso… D.P.R. del 25 gennaio 2005 |                      |
|                                | Gonnostramatza Gonfalone: Drappo partito di rosso e di azzurro… |                      |
|                                | Laconi D'azzurro, alla torre di rosso, mattonata di nero, finestrata e chiusa dello stesso, merlata alla ghibellina di tre, posta a destra, fondata sulla pianura di verde, accompagnata dal leone d'oro, allumato e linguato di rosso, posto a sinistra all'altezza del cantone e del fianco sinistri, afferrante con entrambe le zampe anteriori il pane al naturale. Ornamenti esteriori da Comune. Gonfalone: Drappo di rosso, riccamente ornato di ricami d'argento e caricato dallo stemma comunale con la iscrizione centrata in argento, recante la denominazione del Comune. Le parti di metallo ed i cordoni saranno argentati. L'asta verticale sarà ricoperta di velluto rosso con bullette argentate poste a spirale. Nella freccia sarà rappresentato lo stemma del Comune e sul gambo inciso il nome. Cravatta con nastri tricolorati dai colori nazionali frangiati d'argento. |                      |
|                                | Magomadas Inquartato: nel PRIMO, di azzurro, alla collina di San Nicola, fondata sulla linea di partizione e uscente dai fianchi, di verde, sormontata dalle lettere maiuscole puntate S e N, ordinate in fascia, d'oro; nel SECONDO, di verde, alla testa di moro in profilo, di nero, bendata di argento, accompagnata in capo dalla data 1226, in punta dalla data 1684, entrambe d'oro; nel TERZO, di rosso, alle due fasce ondate, di argento; nel QUARTO, di azzurro, alla collina San Giovanni, di verde, uscente dai fianchi e fondata sul terreno con profilo ondulato, fondato in punta uscente dai fianchi, di nero, essa collina sormontata dalle lettere maiuscole puntate S J B. Sotto lo scudo, su lista bifida e svolazzante d'azzurro, il motto in lettere maiuscole di nero, PRATER OMNES ANGULUS MEUS RIDET. Ornamenti esteriori del Comune. Gonfalone: Drappo di rosso. |                      |
|                                | Marrubiu Gonfalone: Drappo di giallo. D.P.R. del 20 gennaio 1998 |                      |
|                                | Masullas Gonfalone: Drappo di azzurro. D.P.R. del 26 luglio 1984 |                      |
|                                | Milis Gonfalone: Drappo di giallo con la bordatura di azzurro. DPR del 24 aprile 2000 |                      |
|                                | Modolo Semipartito troncato con la fascia diminuita e partita di rosso e di azzurro sulla troncatura: nel PRIMO, di azzurro, alla collina di verde, fondata in punta e uscente dai fianchi, cimata dal sole d'oro, per metà celato dalla collina; il SECONDO, di rosso, al grappolo di uva malvasia, d'oro, con il tralcio al naturale posto in fascia e con il pampino di verde posto a destra il TERZO, d'oro, al ramoscello di ciliegio al naturale, ondeggiante in banda abbassata, con otto ciliegie di rosso e con sedici foglie di verde. sotto lo scudo, su lista bifida e svolazzante d'oro, il motto, in lettere maiuscole di nero, MODULO VALLIS. Ornamenti esteriori da comune. Gonfalone: Drappo di giallo, riccamente ornato di ricami d'argento e caricato dallo stemma comunale con la iscrizione centrata, convessa verso l'alto, in argento, recante la denominazione del Comune, corona comune in argento, fronda di quercia di verde con le ghiande d'oro, fronda di alloro di verde con le bacche d'oro, le parti di metallo ed i cordoni saranno argentati. L'asta verticale sarà ricoperta di velluto dei colori del drappo, alternati, con bullette argentate poste a spirale. Nella freccia sarà rappresentato lo stemma del Comune e sul grembo inciso il nome. Cravatta con nastri tricolorati dai colori nazionali frangiati d'argento. DPR del 4 marzo 2002 |                      |
|                                | Mogorella Troncato: il PRIMO, inquartato in decusse, il 1º e il 4º d'oro, a quattro pali di rosso; il 2º e il 3º, d'oro, al sorbo sradicato, fogliato di sette, tre foglie per parte, la settima sulla sommità, di verde; il SECONDO, di azzurro, alle due pecore di argento, pascolanti sulla pianura convessa, di verde. Ornamenti esteriori da Comune D.P.R. n. 7 del 17 gennaio 2000 Gonfalone: drappo troncato di azzurro e di rosso… |                      |
|                                | Mogoro Di rosso, alla fascia diminuita di argento, accompagnata in capo da sette spighe di grano d'oro, impugnate, legate di verde, in punta dal bue fermo, d'oro. Sotto lo scudo, su lista bifida e svolazzante di rosso, il motto, in lettere maiuscole d'oro, LIBERTADI PAXI TRABALLU. Ornamenti esteriori da Comune. D.P.R. del 9 ottobre 2007 Gonfalone: drappo di giallo con la bordatura di verde… |                      |
|                                | Montresta Interzato in fascia: il PRIMO, partito: a) di argento alla croce a tau d'oro, accantonata da quattro crocette dello stesso; b) d'oro, all'aquila di nero, coronata d'oro, caricata dallo scudetto ellittico di rosso, sopraccaricato dalla croce di argento; il SECONDO, di verde, alla lettera maiuscola M, d'oro; il TERZO, d'oro, ai quattro pali di rosso. Ornamenti esteriori da Comune. Incongruenza tra disegno e blasonatura: nel primo, la crocetta non è a tau ma potenziata (si tratta del quarto di Gerusalemme). Gonfalone: Drappo di bianco… D.P.R. del 21 settembre 2004 |                      |
|                                | Morgongiori Inquartato: il PRIMO, di rosso, alla lettera maiuscola M, d'oro; il SECONDO, di verde, all'albero di Arborea, sradicato, munito di sette ramoscelli, tre per parte in banda e in sbarra, uno in palo sulla sommità, esso albero fogliato di cinquantanove, nove foglie in ciascuno dei ramoscelli laterali, cinque foglie nel ramoscello in palo, il tutto d'oro; il TERZO, di azzurro, alle sette spighe di grano, d'oro, impugnate, legate di rosso; il QUARTO, di rosso, al cinghiale di nero, allumato e armato di argento, fermo sulla campagna di verde. Ornamenti esteriori da Comune. Gonfalone: drappo di giallo… D.P.R. del 7 gennaio 2010 |                      |
|                                | Narbolia Inquartato: nel primo, di rosso, alla lettera maiuscola N, d'oro; nel secondo, di verde, alle sette spighe di grano d'oro, impugnate, legate di rosso; nel terzo, di azzurro, alla pecora d'argento, ferma sulla pianura verde; nel quarto, campo di cielo, allo sciabecco, con lo scafo di verde e con le tre vele di rosso, con la prora a sinistra, navigante sul mare azzurro, mareggiato di argento. Ornamenti esteriori da Comune. Gonfalone: Drappo di bianco… D.P.R. del 1º marzo 2000 |                      |
|                                | Neoneli Inquartato: nel primo di azzurro, alla lettera N maiuscola d'oro; nel secondo di verde, al leone d'oro; nel terzo, di verde a sette spighe impugnate, d'oro, legate di rosso; nel quarto di rosso, alla clessidra al naturale, montata d'oro. Ornamenti esteriori da Comune D.P.R. del 12 aprile 2001 |                      |
|                                | Norbello Semipartito troncato: il PRIMO, di argento, all'albero stilizzato, sradicato, con la parte legnosa al naturale, munito di sette ramoscelli, tre per parte in banda e in sbarra, uno in palo sulla punta, fogliato di settantatré, di verde, undici foglie in ciascuno dei ramoscelli laterali, sette foglie nel ramoscello in palo; il SECONDO, di rosso, al medaglione ellittico di argento, caricato dalla croce latina anomala, di otto punte, con i bracci patenti e con il piede aguzzo, di rosso; il TERZO, di azzurro, al castello d'oro, murato di nero, merlato alla guelfa, le due torri di tre, il fastigio di tre, esso castello finestrato di due nelle torri, una e una, di nero, chiuso dello stesso, fondato in punta. Ornamenti esteriori da Comune. Gonfalone: Drappo partito di rosso e di bianco… D.P.R. del 30 marzo 2004 |                      |
|                                | Nughedu Santa Vittoria Troncato semipartito: il PRIMO, di rosso, vestito d'oro, alle lettere maiuscole N S V, d'oro, poste sul rosso, ordinate in fascia; il SECONDO, di azzurro, al sole d'oro; il TERZO, di rosso, alla pecora d'argento, con la testa rivolta, riposante sulla campagna di verde. Ornamenti esteriori da Comune. Gonfalone: Drappo di giallo… D.P.R. del 7 marzo 2005 |                      |
|                                | Nurachi Di cielo, al nuraghe munito sui fianchi di due minori strutture nuragiche, il tutto d'argento, con gli interstizi e la porta di nero; esso complesso nuragico fondato sulla campagna di azzurro, fluttuosa di argento, caricata dal muggine, posto in fascia, dello stesso. Sotto lo scudo, su lista bifida e svolazzante di azzurro, la scritta, in lettere maiuscole di nero, HOC EST SIGNUM OPPIDI DE NURAQUI. Ornamenti esteriori da Comune. D.P.R. del 2 dicembre 2010 Gonfalone: Drappo di bianco con la bordatura di azzurro… |                      |
|                                | Nureci Interzato in pergola: nel PRIMO, d'argento, all'albero sradicato fustato al naturale e fogliato di verde; nel SECONDO, di rosso, alla fontana zampillante d'oro, nel TERZO, d'azzurro, alla volpe rampante al naturale. Ornamenti esteriori da Comune. Gonfalone: Drappo partito d'azzurro e di rosso. Bandiera: Drappo partito d’azzurro e di rosso. DPR del 12 giugno 2024 |                      |
|                                | Ollastra Inquartato; il PRIMO, di verde, alla corona marchionale d'oro; il SECONDO, di rosso, al tralcio di vite posto in banda, di verde, pampineo di quattro all'insù, fruttato di tre grappoli d'uva, all'ingiù, d'oro, gambuti di verde; il TERZO, d'oro all'ulivo sradicato, di verde, fruttato di dodici, d'oro; il QUARTO, di azzurro, alla pecora ferma, d'argento. Ornamenti esteriori del comune. Gonfalone: Drappo partito di azzurro e di giallo, riccamente ornato di ricami d'argento e caricato dallo stemma comunale con l'iscrizione centrata in argento, recante la denominazione del Comune. Le parti di metallo ed i cordoni saranno argentati. L'asta verticale sarà ricoperta di velluto dei colori del drappo, alternati con bullette argentate poste a spirale. Nella freccia sarà rappresentato lo stemma del Comune e sul gambo inciso il nome. Cravatta con nastri tricolorati dei colori nazionali frangiati d'argento |                      |
|                                | Oristano Spaccato: al primo alla croce di Savoia, al secondo di argento, al terzo ad uno stagno con riflessi azzurrognoli. Regio diploma del 15 gennaio 1767 |                      |
|                                | Palmas Arborea D'azzurro, alla montagna di verde, uscente dai fianchi e fondata sulla campagna diminuita, di azzurro, fluttuosa di argento, essa montagna caricata dal palmizio d'oro, fruttato dello stesso, nodrito nella campagna diminuita, e accompagnata dalle lettere maiuscole di rosso, P e A, poste nei cantoni del capo. Ornamenti esteriori da Comune. Gonfalone: Drappo tagliato di bianco e di rosso… Concessione di stemma e gonfalone D.P.R. del 13 gennaio 2003 |                      |
|                                | Pau Di azzurro, alla quercia d'oro, sradicata nella campagna erbosa di verde, a tre pernici, variopinte al naturale, ferme in punta, una accanto all'altra. Gonfalone: Drappo di giallo… |                      |
|                                | Paulilatino Inquartato: nel primo, d'oro, al grappolo d'uva, di porpora, munito del tralcio di verde, posto in fascia, esso tralcio fogliato di due dello stesso, una foglia per parte; nel secondo, di rosso, alla stella di otto raggi, d'oro; nel terzo, di rosso, alla pecora d'argento, camminante sulla pianura di verde; nel quarto, di azzurro, all'olivo di verde, fruttato di nove di nero, fustato al naturale, nodrito nella pianura di verde. Ornamenti esteriori da Comune. Gonfalone: Drappo partito di azzurro e di bianco riccamente ornato di ricami di argento e caricato dello stemma comunale con la iscrizione centrata in argento, recante la denominazione del Comune. Le parti di metallo ed i cordoni saranno argentati. L'asta verticale sarà ricoperta di velluto dei colori del drappo, alternati, con bullette argentate poste a spirale, nella freccia sarà rappresentato lo stemma del Comune e sul gambo inciso il nome. Cravatta con nastri tricolorati dai colori nazionali frangiati d'argento. |                      |
|                                | Pompu Troncato: il PRIMO, interzato in palo: il primo e il terzo palo, d'oro, il secondo troncato di rosso e di verde, con la lettera maiuscola d'oro P sul rosso; il SECONDO, di azzurro, al nuraghe, d'oro, murato di nero, chiuso dello stesso, fondato in punta. Ornamenti esteriori da Comune. D.P.R. del 2 febbraio 2007 Gonfalone: drappo di giallo… |                      |
|                                | Riola Sardo Semipartito troncato: il primo, di azzurro, alle sette spighe di grano impugnate d'oro, legate di rosso; il secondo, di rosso, al grappolo d'uva d'oro, unito al tralcio al naturale, pampinoso di due di verde; il terzo, di cielo, al ponte di tre archi d'argento, murato di nero, uscente dai fianchi, fondato sulla massa d'acqua a guisa di campagna di azzurro, fluttuosa d'argento, caricata di un muggine d'oro. Ornamenti esteriori da Comune. Gonfalone: Drappo, partito di giallo con bordatura azzurra, caricato dello stemma sopra descritto e ornato di ricchi fregi d'argento. Concessione di stemma e gonfalone D.P.R. del 6 aprile 2005 |                      |
| Stemma precedentemente in uso  | Ruinas Troncato: il PRIMO, di argento, al bue rosso, cornato e unghiato di nero, fermo sulla pianura diminuita di azzurro; il SECONDO, d'oro, al monte all'italiana di sei colli, di verde, fondato in punta. Ornamenti esteriori da Comune. Gonfalone: Drappo partito di bianco e di rosso, riccamente ornato di ricami d'argento e caricato dallo stemma sopra descritto con la iscrizione centrata in argento, recante la denominazione del Comune. Le parti di metallo ed i cordoni saranno argentati. L'asta verticale sarà ricoperta di velluto dei colori del drappo, alternati, con bullette argentate poste a spirale. Nella freccia sarà rappresentato lo stella del Comune e sul gambo inciso il nome. Cravatta con nastri tricolorati dai colori nazionali frangiati d'argento. D.P.R. del 27 febbraio 2009, trascritto nel Registro Araldico dell'Archivio Centrale dello Stato il 9 aprile 2009, registrato nei registri dell'Ufficio Onorificenze e Araldica il 29 aprile 2009 (concessione stemma e gonfalone) |                      |
|                                | Sagama Di azzurro, alla chiesa parrocchiale di San Gabriele Arcangelo, d'oro, chiusa e finestrata centralmente di nero, essa chiesa unita a destra al campanile, d'oro, finestrato nel secondo palco, di nero, la cella campanaria aperta del campo, chiesa e campanile cimati dalla crocetta di argento, fondati sulla campagna di verde, caricata da due pecore pascolanti, d'argento, una accanto all'altra. Ornamenti esteriori da Comune. Gonfalone: Drappo troncato di bianco e di azzurro… DPR del 12 settembre 2003 |                      |
|                                | Samugheo Troncato: il primo, di azzurro, al particolare telaio per tessere in uso nel territorio di Samugheo, d'oro; il secondo, d'oro, al castello di rosso, mattonato di nero, atipico, con due torri merlate ciascuna di tre alla guelfa, la torre posta a destra più alta e non a filo del corpo del castello, le due torri finestrate ciascuna di uno di nero, il castello fondato sulla rupe di grigio al naturale, essa rupe sostenuta dal fiumicello di azzurro, fluttuoso di argento, sinuoso, uscente dai lembi dello scudo, fondato sul terreno di verde, fondato in punta, uscente dai fianchi, più alto a sinistra. Ornamenti esteriori da Comune. Gonfalone: drappo partito di rosso e di bianco. DPR del 4 marzo 2002 |                      |
|                                | San Nicolò d'Arcidano Troncato dalla fascia diminuita, d'argento, caricata da cinque tortelli, d'azzurro; nel PRIMO, di rosso, al covone di grano, d'oro, legato di azzurro; nel SECONDO, d'azzurro, al ramoscello di pomodoro, posto in fascia, fogliato superiormente di sedici, inferiormente di sei, di verde, fruttato di sei, d'oro, i pomodori posti in tre coppie inferiormente. Ornamenti esteriori da Comune. Gonfalone: Drappo troncato di azzurro e di rosso, riccamente ornato di ricami d'arge nto e caricato dallo stemma comunale con la iscrizione centrata in argento, recante la denominazione del Comune. Le parti di metallo e i cordoni saranno argentati. L'asta verticale sarà ricoperta di velluto dei colori del drappo, alternati, con bullette argentate poste a spirale. Nella freccia sarà rappresentato lo stemma del Comune e sul gambo inciso il nome. Cravatta con nastri ricolorati da colori nazionali e frangiati d'argento. D.P.R. del 20 dicembre 1996 |                      |
|                                | San Vero Milis Di rosso, alla chiesa parrocchiale di Santa Sofia, d'oro, con l'unito campanile, dello stesso, chiesa e campanile finestrati e chiusi di nero, fondati sulla campagna diminuita, di azzurro, fluttuosa di argento, il tutto accompagnato nel canton destro del capo da cinque spighe di grano, impugnate, d'oro, legate di argento. Sotto lo scudo, su lista bifida e svolazzante di rosso, la scritta, in lettere maiuscole d'oro, ANTIQUA SANTERU VILLA. Ornamenti esteriori da Comune. D.P.R. del 9 aprile 2008 Gonfalone: Drappo di giallo con la bordatura di rosso… |                      |
|                                | Santa Giusta Semipartito troncato: il PRIMO, d'oro, alla palma di verde, posta in sbarra; il SECONDO, di verde, all'anfora fittile da trasporto, d'oro; il TERZO, di cielo, alla imbarcazione di canne palustri (fassone), d'oro, sostenuta dallo specchio d'acqua di azzurro, fluttuoso di argento, fondato in punta, esso fassone accompagnato dal sole orizzontale sinistro, d'oro. Ornamenti esteriori da Comune. Gonfalone: Drappo di giallo con la bordatura di verde… D.P.R. del 15 novembre 2006 |                      |
|                                | Santu Lussurgiu Semipartito troncato: il PRIMO, di argento, alla palma di verde, posta in banda; il SECONDO, di rosso, al libro aperto, d'oro; il TERZO, di azzurro, al cavallo passante, d'oro, sostenuto dalla pianura diminuita, di verde. Sotto lo scudo, su lista bifida e svolazzante di azzurro, il motto, in lettere maiuscole di nero, LUXORIUS MILES SARDUS. Ornamenti esteriori da Comune. D.P.R. del 12 gennaio 2007 Gonfalone: Drappo di giallo… |                      |
|                                | Scano di Montiferro Partito: nel PRIMO, di argento, alla croce diminuita di rosso, accantonata da quattro teste di moro, in profilo, di nero, bendate di argento; nel SECONDO, di azzurro, al ramoscello di agrifoglio di verde, posto in palo a sinistra, ondeggiante fogliato di sette, dello stesso, fruttato di cinque, di rosso. Ornamenti esteriori da comune. Gonfalone: drappo partito di azzurro e di bianco… DPR dell'8 gennaio 1999 |                      |
|                                | Sedilo Partito: nel primo alla torre di rosso, aperta del campo, merlata alla guelfa, sormontata da un'aquila di nero, accompagnata in capo, da una bilancia di rosso; nel secondo di azzurro alla torre d'argento, aperta di nero, merlata alla guelfa accompagnata in capo da un sole d'oro. Ornamenti esteriore da Comune. Gonfalone: drappo partito di azzurro e di bianco… DPR del 13 luglio 1987 |                      |
| Stemma precedentemente in uso  | Seneghe D'azzurro, all'albero di ulivo, di verde, fustato al naturale, fruttato di dodici, di nero, sormontato da due frecce, poste in decusse, con le punte all'insù, di rosso, nodrito sulla collina, fondata in punta, uscente dai fianchi, di verde. Gonfalone: drappo di rosso… D.P.R. del 29 ottobre 2012 |                      |
|                                | Senis Troncato: il PRIMO, di rosso, alle tredici spighe di grano, d'oro, impugnate, legate di azzurro; il SECONDO, di verde, al mascherone d'oro, col getto d'acqua, di azzurro, fluente dalla bocca nella campagna dello stesso, fluttuosa di argento, esso mascherone accompagnato da due cigni di argento, uno a destra, l'altro a sinistra, con le teste all'ingiù volte verso il getto d'acqua, le zampe sostenute da quattro sassi, due e due, tondeggianti, di argento, uscenti dalla campagna. Ornamenti esteriori da Comune. Gonfalone: Drappo di giallo… D.P.R. del 13 febbraio 2006 |                      |
|                                | Sennariolo Partito semitroncato: il PRIMO, di azzurro, all'olivo di verde, fustato e sradicato, al naturale, fruttato di nero, accompagnato da due bisanti d'oro, uno in capo, l'altro in punta; il SECONDO, di argento, alle due fasce ondate, di azzurro; il TERZO, di verde, alle cinque spighe di grano, d'oro, impugnate, legate di rosso. Ornamenti esteriori da Comune. D.P.R. del 14 febbraio 2008 Gonfalone: Drappo di giallo… |                      |
|                                | Siamaggiore Semipartito troncato: nel PRIMO, di verde, alla lettera maiuscola S, d'oro; nel SECONDO, di rosso, al grappolo d'uva, d'oro, unito al tralcio, posto in fascia, di verde, pampinoso di due, dello stesso, un pampino a destra e l'altro a sinistra; nel TERZO, d'azzurro, alla corona marchionale d'oro, con le perle e le gemme al naturale. Ornamenti esteriori da Comune. D.P.R. del 19 settembre 1996 Gonfalone: Drappo di giallo… |                      |
|                                | Siamanna Gonfalone: Drappo di giallo… |                      |
|                                | Siapiccia |                      |
|                                | Simala Semipartito troncato: il PRIMO, di rosso, al portale con arco a tutto sesto, i conci rettangolari e mistilinei, i due battenti chiusi, il tutto di argento, fondato sulla linea di partizione; il SECONDO, di azzurro, all'aratro antico, d'oro, attraversante la pianura di verde, l'impugnatura a destra; il TERZO, di azzurro, alle tre colline d'oro, la prima e la terza uscenti dai fianchi, la centrale più alta, i due declivi in sbarra, esse colline fondate sulla pianura di azzurro fluttuosa di argento. Ornamenti esteriori da Comune. Gonfalone: Drappo di bianco… D.P.R. del 9 gennaio 2006 |                      |
|                                | Simaxis D.P.R. del 4 settembre 1998 Gonfalone: Drappo di giallo… |                      |
|                                | Sini D'oro, al vetusto olivo, di verde, fustato al naturale, nodrito nel rilievo centrale dell'alta collina di tre rilievi tondeggianti, fondata in punta e uscente dai fianchi, di verde, essa collina caricata dal San Giorgio, posto a sinistra, armato di acciaio al naturale, aureolato d'oro, capelluto di nero, il viso e le mani di carnagione, con il manto svolazzante di rosso, cavalcante il cavallo d'argento, bardato di rosso, con gli arti anteriori alzati, il Santo afferrante con entrambe le mani la lancia di rosso, posta in sbarra abbassata, conficcata nel collo del drago d'oro, allumato e linguato di rosso, posto in punta a destra, con la testa rivolta. Ornamenti esteriori da Comune. Gonfalone: Drappo troncato di verde e di giallo… D.P.R. del 6 aprile 2005 |                      |
|                                | Siris Di azzurro, all'olivo di verde, fustato al naturale, fruttato di trenta di nero, nodrito nella pianura di verde, sormontato dalla lettera maiuscola S, d'oro, questa accompagnata da due stelle di cinque raggi, dello stesso, una e una. Ornamenti esteriori da Comune. Gonfalone: Drappo di giallo bordato di azzurro… Concessione di stemma e gonfalone D.P.R. del 27 febbraio 2009 |                      |
|                                | Soddì Troncato: il PRIMO, d'oro, all'albero stilizzato e sradicato con sette rami, tre per parte, posti in banda e in sbarra, il settimo in palo sulla sommità, le foglie di verde, le parti legnose e le radici al naturale, esso albero posto a destra e accompagnato a sinistra dal monogramma, formato dalla croce latina in filetto, pomata di tre pezzi, il pomo sulla sommità del palo più grande, il piede privo di pomo e sostenuto dal triangolo vuoto, il tutto di rosso; il SECONDO, di azzurro, al nuraghe di argento, murato di nero, la sommità rovinata in banda abbassata, munito di due aperture trapezoidali, poste a un terzo dell'altezza, di nero, esso nuraghe fondato in punta. Ornamenti esteriori da Comune. Gonfalone: Drappo di rosso… D.P.R. del 6 febbraio 2003 |                      |
|                                | Solarussa Di rosso, al ramo di vite in sbarra, pampinoso di sei, tre per parte, con tre viticci, il tutto di verde, fruttato di tre grappoli d'argento, accompagnato nel canton destro del capo da un ramoscello di ulivo d'oro, fruttato dello stesso di tre. Ornamenti esteriori da Comune. Gonfalone: Drappo di colore giallo… D.P.R. n.1708 del 3 marzo 1988 |                      |
|                                | Sorradile Gonfalone: Drappo di bianco. DPR del del 10 novembre 1997 |                      |
|                                | Suni D’azzurro, al falcone al naturale, fermo su un picco roccioso nascente dalla punta, accostato nel canton sinistro del capo da un grappolo d’uva d’oro, pampinato di due. Ornamenti esteriore da Comune. D.P.R. del 20 agosto 1959 |                      |
|                                | Tadasuni Troncato: il PRIMO, di azzurro, alla chiesa di San Nicola in Tadasuni, di argento, finestrata e chiusa di nero, fondata sulla linea di partizione; il SECONDO, di cielo, al ponte di tre archi ribassati, di rosso, mattonato di nero, uscente dai fianchi e fondato sulla campagna di azzurro, fluttuosa di argento. Ornamenti esteriori da Comune. Gonfalone: Drappo di rosso… Concessione di stemma e gonfalone D.P.R. del 5 aprile 2006 |                      |
|                                | Terralba D.P.R. dell'11 settembre 1996 |                      |
|                                | Tinnura |                      |
|                                | Tramatza Gonfalone: Drappo di giallo… |                      |
|                                | Tresnuraghes D'azzurro, con drago rosso trafitto da una spada d'oro (San Giorgio), con un sole d'oro accostato di due stelle dello stesso colore, nel capo dello scudo (Planargia). D.P.R. del 21 giugno 1994 Gonfalone: Drappo di rosso… |                      |
|                                | Ula Tirso D.P.R. del 2 luglio 1962 (D.C.C. n. 53 del 27 novembre 1960) Gonfalone: drappo di bianco, riccamente ornato di ricami d'argento e caricato dallo stemma comunale con la iscrizione centrata in argento, recante la denominazione del Comune. Le parti di metallo ed i cordoni saranno argentati. L'asta verticale sarà ricoperta di velluto bianco, con bullette argentate poste a spirale. Nella freccia sarà rappresentato lo stemma del Comune e sul gambo inciso il nome. Cravatta con nastri tricolorati dai colori nazionali frangiati d'argento. D.P.R. 19 settembre 2012 |                      |
|                                | Uras Semipartito troncato con due daghe d'oro incrociate e quattro bisanti d'oro; sotto, un braciere nero sostenuto dal tripode infiammato di rosso. Gonfalone: Drappo partito di azzurro e di giallo riccamente ornato di ricami d'argento e caricato dello stemma sopra descritto con l'iscrizione centrata in argento, recante la denominazione del Comune. D.P.R. del 15 settembre 1988 |                      |
|                                | Usellus Partito semitroncato: nel PRIMO, d'oro, all'olivo di verde, fustato e sradicato al naturale, fruttato di sei, di nero; nel SECONDO, di rosso, alla daga di argento, guarnita d'oro, posta in palo, con la punta all'insù; nel TERZO, di azzurro, alla capra di argento, ferma sulla pianura di verde. Ornamenti esteriori da Comune. D.P.R. del 29 dicembre 1995 Gonfalone: Drappo di bianco con la bordatura di verde, riccamente ornato di ricami d'argento e caricato dallo stemma sopra descritto con l'iscrizione centrata in argento, recante la denominazione del Comune. Le parti di metallo ed i cordoni saranno argentati. L'asta verticale sarà ricoperta di velluto dei colori del drappo, alternati, con bullette argentate poste a spirale. Nella freccia sarà' rappresentato lo stemma del Comune e sul gambo inciso il nome. Cravatta con nastri tricolori nazionali frangiati d'argento. |                      |
|                                | Villa Sant'Antonio D'argento, al ceppo d'albero, reciso in sbarra, al naturale, munito di virgulto di verde, posto in palo, sfogliato dello stesso, sette foglie a destra, sette a sinistra, una sulla sommità; esso ceppo accompagnato in punta dalla fascia diminuita, ondata, di azzurro. Sotto lo scudo, su lista bifida e svolazzante di argento, il motto, in lettere maiuscole di nero, TESTIS TEMPORUM. Ornamenti esteriori del Comune. D.P.R. 23 febbraio 2015 Gonfalone: drappo partito di azzurro e di bianco, riccamente ornato di ricami d'argento, e caricato dallo Stemma sopra descritto con la iscrizione centrata in argento, recante la denominazione del Comune. Le parti di metallo ed i cordoni argentati. L'asta verticale ricoperta di velluto dei colori del drappo, alternati, con bullette argentate poste a spirale. Nella freccia sarà rappresentato lo stemma del Comune e sul gambo inciso il nome. Cravatta con nastri tricolorati dai colori nazionali frangiati d'argento. |                      |
|                                | Villa Verde Troncato semipartito, il PRIMO, d'oro, calzato di verde, con tre punte di lance preistoriche di ossidiana, di nero, poste sull'oro, bene ordinate; il SECONDO, d'azzurro, con una poiana d'argento, posta in sbarra, con le ali aperte in banda, con la testa rivolta; il TERZO, di rosso, alle sette spighe di grano d'oro, impugnate, legate di azzurro. Gonfalone: Drappo partito di bianco e di azzurro… |                      |
|                                | Villanova Truschedu Semipartito, troncato: nel primo, di rosso, alla pecora d'argento, con la testa rivolta, riposante su campagna erbosa di verde; nel secondo, di azzurro, alle sette spighe di grano d'oro, impugnate, legate di rosso; nel terzo, d'oro, all'olivastro sradicato, con la chioma di verde, fruttato d'argento e con il tronco e le radici al naturale. Ornamenti esteriori del Comune. D.P.R. del 4 settembre 1998 Gonfalone: drappo partito di bianco e verde, riccamente ornato di ricami d'argento e caricato dallo stemma sopra descritto con la iscrizione centrata in argento, recante la denominazione del Comune. Le parti di metallo ed i cordoni saranno argentati. L'asta verticale sarà ricoperta di velluto dei colori del drappo, alternati, con bullette argentate poste a spirale. Nella freccia sarà rappresentato lo stemma del Comune e sul gambo inciso il nome. Cravatta con nastri tricolorati dai colori nazionali frangiati d'argento. |                      |
|                                | Villaurbana Semipartito troncato: il PRIMO, di rosso, alle sette spighe di grano, d'oro, impugnate, legate di verde; il SECONDO, di azzurro, all'olivo di verde, fustato al naturale, nodrito nella pianura di verde; il TERZO, di argento, al cavaliere cavalcante il cavallo baio al naturale, imbrigliato e sellato, di nero, passante sulla pianura diminuita, di verde, con l'arto anteriore sinistro alzato; il cavaliere con il viso e le braccia di carnagione, vestito con la tunica di verde e con il mantelletto di rosso, calzato di cuoio al naturale, con la testa coperta dall'elmo, dello stesso, tenente con la mano sinistra le briglie e con la mano destra il gagliardetto bifido di rosso sventolante all'insù, con l'asta in banda, di nero. Ornamenti esteriori da Comune. Gonfalone: Drappo di giallo… D.P.R. del 28 luglio 2005 |                      |
|                                | Zeddiani |                      |
|                                | Zerfaliu Gonfalone: drappo partito di verde e di giallo… |                      |